# Никола Плечаш
Никола Плечаш (10 січня 1948) — югославський баскетболіст.
Срібний призер Олімпійських Ігор 1968 року, учасник 1972 року.
Переможець Середземноморських ігор 1967 року.
Чемпіон світу 1970 року, срібний призер 1974 року.
Чемпіон Європи 1973, 1975 років, срібний призер 1969, 1971 років.